# Veliki Bastaji
Veliki Bastaji – wieś w Chorwacji, w żupanii bielowarsko-bilogorskiej, w gminie Đulovac. W 2011 roku liczyła 502 mieszkańców.